# Tmesisternus parobiensis
Tmesisternus parobiensis là một loài bọ cánh cứng trong họ Cerambycidae.